# Giovanni Francesco Busenello
Giovanni Francesco Busenello (Velence, 1598. szeptember 24. – Legnaro, 1659. október 27.) olasz szövegkönyv- és librettóíró, költő.
Feltehetőleg fiatalkorában a Padovai Egyetemen jogot tanulhatott, olyan professzoroktól, mint Paolo Sarpi és Cesare Cremonini. Öt szövegkönyvet írt a Velencei Operának. Velencei dialektusban is alkotott.

## Szövegkönyvei, librettói
- Apollo szerelmei és Daphné (1640), megzenésítette: Francesco Cavalli
- Dido (1641), megzenésítette: Francesco Cavalli
- Poppea megkoronázása (1643), megzenésítette: Claudio Monteverdi
- Julius Cézár boldogtalan jóléte (1646), megzenésítette: Francesco Cavalli
- Statira (perzsa hercegnő) (1655), megzenésítette: Francesco Cavalli

## Fordítás
- Ez a szócikk részben vagy egészben  a   Giovanni Francesco Busenello című olasz Wikipédia-szócikk ezen változatának fordításán alapul.  Az eredeti cikk szerkesztőit annak laptörténete sorolja fel. Ez a jelzés csupán a megfogalmazás eredetét és a szerzői jogokat jelzi, nem szolgál a cikkben szereplő információk forrásmegjelöléseként.